# Wojciech Jagoda
Wojciech Jagoda (ur. 20 kwietnia 1962 w Warszawie) – polski piłkarz. Po zakończeniu kariery piłkarskiej komentator sportowy.

## Biografia
W 1974 roku rozpoczął grę w juniorach Legii Warszawa, gdzie występował do 1981 roku. W sezonie 1981/1982 grał w rezerwach Legii, a następnie reprezentował barwy Hutnika Warszawa. W roku 1986 powrócił do Legii. W pierwszej drużynie zadebiutował 28 czerwca podczas zremisowanego 0:0 meczu z Young Boys Berno. W stołecznym klubie występował przez dwa sezony, podczas których rozegrał 23 ligowe mecze i strzelił jednego gola. W latach 1988–1993 występował za granicą, w Australii, Singapurze, Malezji i Niemczech. W sezonie 1993/1994 jedenastokrotnie wystąpił w barwach Polonii Warszawa w lidze.
Po zakończeniu kariery piłkarskiej był m.in. menedżerem Świtu Nowy Dwór Mazowiecki. Pełnił również funkcję komentatora sportowego w nSport i Canal+ Sport.